# HG Commerciale
Die HG Commerciale (Eigenschreibweise: HG COMMERCIALE, abgekürzt HGC) ist eine Schweizer Baumaterialhändlerin und Genossenschaft. Das Unternehmen hat seinen Hauptsitz in Zürich und verfügt über ein schweizweites Vertriebsnetz mit 46 Verkaufsstellen für Baustoffe und 19 Ausstellungen für Wand- und Bodenbeläge. Die HGC beschäftigt knapp 1000 Mitarbeitende und gehört ihren über 3000 Mitgliedern, grösstenteils Unternehmen aus der heimischen Bauwirtschaft und dem Baunebengewerbe. Als Genossenschaft investiert sie ausserdem jährlich rund eine Million Schweizer Franken in die Ausbildung des Schweizer Baunachwuchses.

## Geschichte
Am 26. Mai 1899 gründeten zehn Zürcher Baumeister die «Genossenschaft Baumaterialienfabrik Giesshübel» und kauften vor den Toren der Stadt eine Schlackenzementfabrik. Neben dem Verkauf von selbst produziertem Zement setzte die junge Genossenschaft von Anfang an auf einen damals völlig neuen Industriezweig: den Einkauf und Vertrieb von industriell gefertigten Baumaterialien.
Damit war der professionelle Baustoffhandel in der Schweiz geboren – und der Erfolg so gross, dass das junge Handelsunternehmen bereits 1905 offiziell in «Handelsgenossenschaft des Schweizerischen Baumeisterverbandes SBV» umbenannt wurde. Dies hatte zur Folge, dass sich die Mitglieder des SBV grösstenteils an ihrer “HG” beteiligten, um von den guten Einkaufskonditionen zu profitieren. Diese Arbeitsteilung hat bis heute Bestand, ja noch mehr: seit Sommer 2024 ist der Zentralpräsident des Baumeisterverbandes Gian-Luca Lardi auch gleichzeitig VRP der HGC.
Heute gehört die HGC mit ihren knapp 1000 Mitarbeitenden zu den wichtigsten Dienstleisterinnen der Schweizer Baubranche. Sie versorgt Bauunternehmen aller Sparten und aus allen Landesteilen der Schweiz – darunter auch ihre rund 3000 eigenen Mitgliedsfirmen – in 46 Verkaufsstellen mit einem breiten Sortiment an Baustoffen, darunter auch Holz, Dach- und Fassadenmaterial sowie Gips- und Trockenbauprodukte und selbst Bauwerkzeuge. In 19 attraktiven Ausstellungen präsentiert sie ausserdem eine grosse Auswahl an Wand- und Bodenbelägen in Keramik und Naturstein, Parkett, Laminat und Vinyl. Seit ihrer Gründung unterstützt die HGC auch die Aus- und Weiterbildung im Bauhaupt- und Ausbaugewerbe mit namhaften finanziellen Beträgen und gibt der Branche so einen Teil ihres Erfolgs in nachhaltiger Weise zurück.

## Firmenname
Der Firmenname setzt sich aus dem Charakter der Genossenschaft und der Tätigkeit als Händlerin zusammen.
Zur Kurzform HG, welche für Handelsgenossenschaft steht, kam das ‚Commerciale‘ dazu. Damit kam man den Tessinern und Romands entgegen, welche von "la Commerciale" gesprochen hatten. Im Handelsregister ist die Genossenschaft als "HG Commerciale Handelsgenossenschaft des Schweizerischen Baumeisterverbandes" eingetragen. Aber im Allgemeinen ist die Firma als HGC bekannt.

## Sortiment und Dienstleistungen
Die HGC verfügt über ein breites und tiefes Sortiment für Hochbauer, Tiefbauer, Gartenbauer, Trockenbauer, Gipser, Maler, Holzbauer, Dachdecker, Schreiner, Bodenleger, Plattenleger, Architekten und Bauherren. Nebst Baumaterial und Wand- und Bodenbelägen (Keramikfliesen, Parkett, ECO-Designböden, Naturstein etc.), verkauft die HGC auch Arbeitskleider und Schutzausrüstung, Werkzeuge und Maschinen, Signalisation- und Absperrmaterial sowie Betriebsmaterial.
Zusätzlich zum eigentlichen Handel erbringt die HGC für ihre Mitglieder und Kunden auch Dienstleistungen, wie z. B. Lieferung und Kranablad, Farbmischservice, Zuschnitt und Bearbeitung von Holzplatten und Fassaden, Vermietung von Baumaschinen und -geräten, Bauservice (Material-Container für die Baustelle für eine optimierte Lieferlogistik sowie Lagerbewirtschaftung für Kunden), Recycling-Service, digitale Dienstleistungen für Handwerker, fachkompetente Beratung und einen modernen Onlineshop.

## Genossenschaft
Die 1899 gegründete Genossenschaft verfolgt nicht Gewinnmaximierung wie reguläre Unternehmen, sondern strebt danach, gemeinsam mit ihren Mitgliedern optimale Grundlagen für den Erfolg der Bauwirtschaft in der Schweiz zu schaffen.
Die HGC bietet ihren Mitgliedern folgende Angebote:
- Bevorzugte Verzinsung des eingebrachten Kapitals
- Partizipation am Erfolg der HGC in Form einer Umsatzrückvergütung
- Mitspracherecht bei der Wahl des Verwaltungsrats und der Revisionsstelle sowie der Entscheidung über die Verwendung des Bilanzgewinns
- Abschluss von Baugarantieversicherungen zu Vorzugsbedingungen und bis zu 30 % Prämienrabatt
- Weitere exklusive Mitgliederangebote im Bereich Genuss, Mobilität, Multimedia